# Đại dịch COVID-19 tại Bermuda
Bài viết này ghi lại các tác động của đại dịch COVID-19 ở Bermuda, và có thể không bao gồm tất cả các phản ứng và biện pháp chính hiện đại.

## Dòng thời gian
Vào ngày 18 tháng 3, Bermuda đã xác nhận trường hợp COVID-19 đầu tiên của nước này.
Tính đến ngày 30 tháng 12 năm 2023, Bermuda ghi nhận 18,860 trường hợp nhiễm COVID-19 và 165 trường hợp tử vong.